# Leuthneria ruficincta
Leuthneria ruficincta is een vlinder uit de familie wespvlinders (Sesiidae), onderfamilie Sesiinae.
Leuthneria ruficincta is voor het eerst wetenschappelijk beschreven door Felder in 1874. De soort komt voor in het Afrotropisch gebied.